# Michel Didisheim
Le comte Michel Didisheim (né à Wimbledon (Royaume-Uni) le 18 avril 1930 et mort à Forest (Bruxelles) le 6 janvier 2020) est un haut fonctionnaire belge.
Il a été chef de cabinet de plusieurs ministres puis chef de cabinet du prince Albert de Belgique, plus tard roi des Belges. Il fut également administrateur-délégué puis président de la fondation Roi-Baudouin. Il a écrit plusieurs romans historiques.

## Biographie

### Famille
Michel Georges Charles Gaspard David Didisheim est le fils du baron René Didisheim (Bruxelles, 1907 - Uccle, 1994) et de Claire Maigret de Priches (Bruxelles, 1906 - Dilbeek, 1983). Avocat au Barreau de Bruxelles, officier de réserve aux Grenadiers, René Didisheim entra dès 1940 dans la Résistance. Évadé de Belgique en 1941, il passa les Pyrénées à pied pour aller rejoindre les Forces belges en Grande-Bretagne et participer en 1944-45 aux campagnes de Normandie, de Belgique, de Hollande et d'Allemagne. Il termina la guerre avec le grade de capitaine-commandant. Par la suite, il fut délégué belge puis secrétaire général de l'Agence Interalliée des Réparations (I.A.R.A.). Il écrivit l'histoire de la Brigade Piron. En 1984, le roi Baudouin lui conféra motu proprio concession de noblesse héréditaire avec le titre de baron, transmissible par primogéniture, pour services rendus.
Résistante elle aussi, Claire Maigret de Priches fut arrêtée par la Gestapo le 4 août 1942. Condamnée à mort à Essen, elle fut transportée au camp de concentration de Ravensbrück, tandis que sa condamnation fut commuée en détention Nacht und Nebel. C'est 'in extremis' qu'en avril 1945 elle fut sauvée par la mission de la Croix-Rouge suédoise dirigée par le comte Folke Bernadotte.
Michel Didisheim a une sœur, Francine Didisheim (Uccle 2 mars 1933 - Paris 7 septembre 2011), épouse du médecin Bernard de La Gorce. Elle fut cofondatrice, secrétaire générale et vice-présidente de l'œuvre fondée par le père Joseph Wresinski (1917-1988), Mouvement A. T. D. - Quart Monde (Aide à Toute Détresse).
En 1956 il épousa à Vienne la comtesse Monika von und zu Trauttmansdorff-Weinsberg (°1933) dont les parents, comte Josef von Trauttmansdorf et baronne Helen Economo von San Serff, tous deux membres de la Résistance autrichienne, furent fusillés par les nazis en avril 1945.  Michel et Monika Didisheim ont eu trois fils et deux filles. 
Le 18 juin 1986 le roi Baudouin lui conféra le titre de baron, pour lui et tous ses descendants et le 19 juillet 1996 le Roi Albert II lui conféra le titre de comte, également pour lui et tous ses descendants.

### Études
Éduqué en Belgique jusqu'à la fin de la guerre, Michel Didisheim termina ses humanités dans un collège anglais, Monkton Combe, Somerset, (septembre 1945 - juillet 1947). Il y obtint le Oxford and Cambridge Schools Certificate, ce qui le rendait admissible à des études supérieures en Belgique.
En 1951 il fut promu licencié en sciences politiques et diplomatiques et licencié en sciences coloniales de l'Université libre de Bruxelles. Il suivit ensuite des cours libres de sciences économiques à l'Université de Vienne.

### Service dans l'armée belge
Effectuant son service militaire à partir du début de 1952, Michel Didisheim, dès la fin de sa formation d'officier, s'engagea au Corps de volontaires pour la Corée, formé dès 1950 par le Régiment Para-commando. Il y commanda un peloton. 
Après la cessation des combats, sa connaissance de l'anglais et sa formation universitaire le firent nommer à la commission d'armistice de Panmunjeom, en tant que représentant belge et ce jusqu'en 1954. 
Rentré en Belgique, il fut versé dans la réserve de la compagnie E.S.R. (équipes spéciales de renseignement) du Régiment Para-commando. Il termina ses activités militaires avec le grade de capitaine-commandant de réserve.

### Chef de cabinet
Après la Corée, Michel Didisheim passa six années (1954-1960) comme attaché de direction à la Sabena (lignes aériennes belges). Détaché auprès du premier ministre Gaston Eyskens, il fut ensuite nommé conseiller puis chef de cabinet de plusieurs ministres belges, de la coordination économique, du commerce extérieur et de la coopération et développement. 
Il fut ensuite mis à la disposition du prince Albert (futur roi Albert II), alors président d'honneur de l'Office belge du commerce extérieur, d'abord comme conseiller puis comme Chef de cabinet (1966-1986). À ce titre il accompagna le Prince au cours de 65 missions économiques à l'étranger. 
Par ailleurs, il participa aussi activement à la formation civile de son fils, le prince Philippe, actuellement roi des Belges. 
Il fut également la cheville ouvrière pour les activités du Prince Albert en faveur de l'environnement et du patrimoine architectural.

### Vie associative
En 1967, soutenu par le prince Albert, Michel Didisheim et une dizaine d'amis fondèrent l'ASBL Quartier des Arts, avec comme objectif la lutte pour un meilleur aménagement du cœur administratif et culturel de la capitale belge. Il fut le premier président du Comité exécutif de cette association et est resté membre de ce comité jusqu'en 2011.
En 1971, toujours avec quelques amis, il fut cofondateur de la fédération Inter-Environnement Bruxelles et en fut président de 1971 à 1976.
Tant le Quartier des Arts que Inter-Environnement lui ont donné le titre de 'président-fondateur' à l'expiration de ses mandats. En 1996, ses efforts furent couronnés par l'octroi de la 'Médaille d'honneur', décernée par Europa Nostra, la fédération pan-européenne pour le patrimoine culturel.
Son intérêt précoce pour la nouvelle matière qu'était alors le 'milieu de vie', amena l'Université catholique de Louvain à confier à Michel Didisheim la création et l'animation d'un séminaire 'environnement', avec le titre de chargé de cours extraordinaire (1977 à 1981). Par ailleurs le Collège d'Europe à Bruges lui demanda de lancer un programme 'environnement' au titre de 'professeur invité'. 
En 1976 le gouvernement belge le nomma président du Conseil de surveillance de l'École nationale supérieure d'architecture et des arts visuels (La Cambre). Il fut également nommé membre de la Commission royale des monuments et des sites.

### Fondation Roi Baudouin
En 1976, le Parlement et le gouvernement belges décidèrent de marquer le 25e anniversaire de l'accession au trône du roi Baudouin, par la création d'une fondation 'pour l'amélioration des conditions de vie'. 
Le roi chargea Michel Didisheim, dont il connaissait les centres d'intérêt, de mettre cette fondation sur pied et de la diriger, tout en restant le chef de cabinet du prince Albert, ce que Michel Didisheim fit, cumulant les deux fonctions jusqu'en 1986. Il termina sa carrière d'administrateur délégué de la Fondation Roi Baudouin en 1996, tout en en demeurant le président jusqu'en 2001. 
Il fut également le premier président de la King Baudouin Foundation U. S. (New York).

## Autres fonctions
Michel Didisheim a notamment été :
- cofondateur et administrateur du European Foundations Centre (EFC Bruxelles)
- cofondateur et administrateur du Centre for European Policy Studies (CEPS)
- administrateur du Collège d'Europe (Bruges)
- membre du Conseil des gouverneurs de la Fondation européenne de la Culture (Amsterdam)
- membre du 'Belgian Chapter du Club de Rome

Au cours de sa carrière il fut administrateur d'institutions publiques: Office national du Ducroire, Société belge d'investissements, etc. Après sa retraite il exerça des mandats d'administrateur dans le secteur privé (UCB, Videohouse, etc).

## Publications
Après avoir pris sa retraite, Michel Didisheim se lança dans des activités littéraires. Sous le pseudonyme de Thomas Valclaren il collabora à un livre de vulgarisation historique consacré aux familles régnantes européennes des XIXe et XXe siècles : 
- Les Rois ne meurent jamais, par José-Alain Fralon, Thomas Valclaren (Michel Didisheim) & Linda Caille, Paris, Éditions Fayard, 2006,  (ISBN 978-2-2136-1581-3)

Il écrivit ensuite, sous son propre nom, deux romans historiques inspirés par des faits avérés :
- Tu devais disparaitre! Le roman d'une enfant royale cachée, Paris, Éditions Alphée, 2008,  (ISBN 978-2-7538-0336-7)
- Pour le sourire d'une tortue, tome 2 de Tu devais disparaître…, Paris, Éditions Alphée, 2010

## Sources
- René DIDISHEIM, Histoire de la Brigade Piron, Éditions PIM, Liège, 1946.
- Gaspard MAIGRET DE PRICHES, Les de Priches dans l'ancien comté du Hainaut (1295-1710), Mons, 1950.
- Gaspard MAIGRET DE PRICHES, La Famille Maigret, Maigret de Priches, Bruxelles, 1958.
- R. HARMIGNIES, Les armoiries des officiers belges anoblis, in: Le Parchemin, 1996.
- Humbert DE MARNIX DE SAINTE ALDEGONDE, État présent de la noblesse belge. Annuaire de 2005, Bruxelles, 2005.
- Luc TAYART DE BORMS & Dominique ALLARD, In memoriam Michel Didisheim,  in: Bulletin de l'Association de la Noblesse du Royaume de Belgique, 2020.